# Whisperies
Whisperies est une plateforme française de livres numériques pour enfants de 2 à 10 ans. Créée en 2014, elle propose des livres numériques animés sur applications mobiles et sur son site Internet en accès illimité via un abonnement. 

## Concept
Whisperies est une plateforme numérique qui met en relation auteurs et illustrateurs  pour proposer des livres animés et sonorisés en ligne pour enfants. 
Les parents téléchargent l'application mobile Whisperies ou s'inscrivent sur le site Internet puis  via un abonnement mensuel ou annuel, ont un accès illimité aux histoires de la bibliothèque numérique de la plateforme. Il leur est aussi proposé un choix d'une lecture du jour et d'une lecture du soir d'une histoire animée et sonorisée. Ces histoires sont répertoriées sous différents thèmes  (animaux, princesses et chevaliers, fantastique, contes de Noël, etc. ) et par catégorie d'âge (petite enfance, 3 à 6 ans, 6 à 10 ans, plus de 10 ans). Les histoires sont longues de 5 à 15 minutes et sont pour la plupart des histoires originales. Les parents peuvent choisir un temps limité d'usage de l'application ou du site Internet, le choix possible des histoires se faisant alors en fonction de ce temps déterminé. L'entreprise précise que des pédopsychiatres et des orthophonistes la conseillent sur les contenus et l'exposition aux écrans.
Whisperies propose des accès à ses ouvrages numériques aux écoles et aux médiathèques ainsi que la mise à disposition d'un outil en ligne de création d'histoires animées.
Le site propose aussi plusieurs histoires pour familiariser l'enfant à l'anglais ainsi que des livres numériques adaptés aux dyslexiques.

## Historique
La société est créée à Vichy (Allier) par Adeline Fradet, alors cadre marketing dans le textile. L'idée lui vient lorsqu'à la naissance de sa fille, une graphiste-illustratrice lui offre un abécédaire qu'elle a elle-même réalisé. Adeline Fradet voit que malgré son talent, cette illustratrice  n'était pas publiée du fait du très petit nombre d'élus à pouvoir l'être en édition classique. Elle décide de se lancer lors du congé maternité pour la naissance de son second enfant et fin 2014 la plateforme est créée, sous le nom Whisperies, un mot valise, composé de whisper, « chuchoter » en anglais et de stories, « histoires » avec des premiers ouvrages mis en ligne. Elle lance un appel à du financement participatif via la plateforme Ulule. Whisperies obtiendra également la bourse French Tech de Bpifrance, première startup d'Auvergne à l'obtenir. 
En 2016, une centaine d'histoires sont disponibles depuis le site et deux formules d’abonnement sont proposées. En février 2017, avec plus de 10 000 utilisateurs, la société lève près  600 000 € auprès de Sofimac Partners . Fin 2017, Isabelle Adjani y a été la conteuse Des robes du soldat,,, assurant également la direction artistique de l'ouvrage puis quelques mois plus tard c'est la philosophe Eliette Abécassis et  sa fille qui ont conté l'histoire Lulu veut être chanteuse.   
Depuis mai 2018, le site propose des histoires pour familiariser les enfants à l'anglais. 
Fin 2016, une expérimentation a été menée avec l'édition et la mise en ligne d'un livre numérique adapté aux dyslexiques, expérience généralisée depuis l'été 2018.
À septembre 2018, Whisperies proposait 165 livres animés et sonorisés — la bibliothèque numérique s'accroissant d'un nouvel ouvrage par semaine — et travaillait avec plus de 1500 auteurs et illustrateurs.